# Mali Kras
Mali Kras (457 m, italijansko monte Carso) je gorski relief na meji med Italijo in Slovenijo. Razprostira se 4 km jugo-zahodno od vrha Kokoš. Najbližja planinska koča je Planinski dom na Kokoši, ki stoji 5 km severovzhodno. Vrh je nad dolino Glinščice.
Hrib gleda na vasi Botač, Kroglje, Dolina, Boršt, Hrvati, Jezero in Draga v Občini Dolina ter na vas Beka v Občini Hrpelje - Kozina.